# 천태사교의집해
천태사교의집해(天台四敎儀集解)는 고려시대 고승인 제관(諦觀/ 900~975)이 천태사상을 집약하여 정리한 천태사교의(天台四敎儀)에 대하여 여러사람이 풀이한 것을 송나라 고승인 종의(從義/1042-1091)가 집해(集解)한 책이다. 2013년 10월 30일 대구광역시의 유형문화재 제67호로 지정되었다.
이 책은 15세기에 금속활자인 을해자(乙亥字)로 간행된 것이다. 인쇄 및 보존상태가 양호하며, 조선전기의 금속활자 연구 및 불교사 연구에 중요한 가치가 있다.

## 같이 보기
- 천태사교의

## 참고 자료
- 천태사교의집해 - 국가유산청 국가유산포털